# Остров Малък Борил
Остров Малък Борил е защитена местност в България. Обхваща площ от 99,07 хектара.
Защитената местност е обявена на 13 октомври 2005 г. с цел запазване на заливни гори от бяла върба и бяла топола на територията на остров Малък Борил в река Дунав.
В защитената местност се забранява:
- всякакво строителство, включително на горски пътища, както и дейности, с които се изменя естественият ландшафт;
- заравняване, разрушаване и прекъсване на връзката между главното течение на р. Дунав и съществуващите затони;
- осъществяване на горскостопански дейности в периода от 1 март до 15 юли;
- горскостопански мероприятия, които водят до замяна на естествената дървесна растителност с неместни видове;
- внасяне на неместни растителни и животински видове;
- намаляване на залесената площ.[1]